# 富元

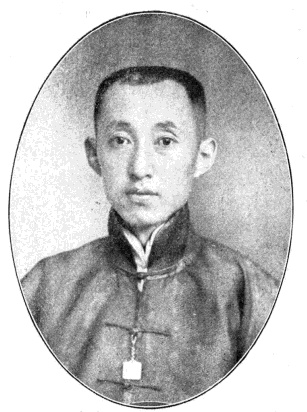
《民國之精華》中的富元照片

富元（1882年？—？），字惠宣，奉天省鐵嶺人。中華民國政治人物，中華民國第一屆國會第一期常會議員（奉天省參議員）。

## 簡歷
富元於清朝時期，以優秀的附生身份進入奉天省學堂修業，曾擔任奉天吉林師範學堂教員。其後於奉天省自治研究所肄業，獲得最後等文憑，旋即充任鐵嶺自治研究所所長，兼任警務局科長，又擔任奉天北路防疫局坐辦。被保薦為縣丞，後被選為鐵嶺縣議事會議長，再獲選為奉天省議事會議員。中華民國第一屆國會成立後，由省選為參議院議員。國會解散後返鄉歸里獨居。其後國會復會，再度進京擔任議員。